# Camí Vell de Bellissens
El Camí Vell de Bellissens o també Camí de Bellissens, era un dels més llargs del terme de Reus. Surt del Camí de Vila-seca, vora el Mas de Macià Vila o Mas Vila de Barberà, avui seu del deganat de la Facultat d'Econòmiques i Empresarials de la Universitat Rovira i Virgili, i arribava fins a la carretera de València, davant del desaparegut Mas de Miret, entre Vila-seca i La Canonja. Actualment arriba fins al Mas del Macaia i el Mas de Sunyer, ja que s'ha construït l'autovia de Bellissens pràcticament per damunt des seu antic traçat. A partir del Mas del Plana anava paral·lel al barranc de Castellet, per la seva vora dreta. Quan és més avall del Mas del Plana se li encreua el camí de Vila-seca a La Canonja.